# Вівсянка-інка
Вівсянка-інка (Incaspiza) — рід горобцеподібних птахів родини саякових (Thraupidae). Представники цього роду є ендеміками Перу. 

## Опис
Вівсянки-інки — невеликі, граційні птахи, середня довжина яких становить 13-18 см, а вага 17-38 г. Вони живуть в чагарникових заростях на посушливих схилах Анд, на півночі і заході Перу. Вівсянкам-інкам притаманні оранжево-жовті дзьоби, їхні голови і груди переважно сірі, животи світло-охристі або білуваті, крайні стернові пера білі, помітні в польоті, на обличчі у них чорна "маска". За виключенням сірокрилої вівсянки-інки, всі представники цього роду мають руду спину або руді крила. Вівсянки-інки зустрічаються поодинці або парами, вони рідко приєднуються до змішаних зграй птахів.

## Таксономія і систематика
Рід Incaspiza традиційно відносили до родини вівсянкових (Emberizidae), однак за результатами молекулярно-філогенетичних досліджень він, разом з низкою інших родів, був переведений до родини саякових (Thraupidae). Генетичні дослідження показали, що найближчими родичками вівсянок-інків є представники родів Великий вівсянчик (Rhopospina) і Синя вівсянка (Porphyrospiza). Ці три роди систематики відносять до підродини Porphyrospizinae.

## Види
Виділяють п'ять видів:
- Вівсянка-інка велика (Incaspiza pulchra)
- Вівсянка-інка маскова (Incaspiza personata)
- Вівсянка-інка сірокрила (Incaspiza ortizi)
- Вівсянка-інка вусата (Incaspiza laeta)
- Вівсянка-інка мала (Incaspiza watkinsi)

## Етимологія
Рід Incaspiza отримав назву на честь народу інків, з додаванням слова дав.-гр. σπιζα — в'юрок.